# After Hours (песня)
«After Hours» — песня 1969 года, она была написана Лу Ридом и исполнена группой The Velvet Underground. Она является последней 10 композицией на одноименном третьем альбоме группы.
Это одна из немногих песен, на которой основной вокал исполняет барабанщица группы Морин Такер, по словам Лу Рида песня была «столь невинной и чистой», что он не мог исполнить её сам. Вокалу Такер аккомпанируют акустическая и бас-гитара. Стиль лирики и музыки чем-то напоминают песни Tin Pan Alley 30-х годов.
Песня была перезаписана Морин Такер совместно с группой The Changelings в 2002 году. Она была выпущена на сингле «I’m Sticking with You/After Hours».

## Участники записи
- Морин Такер — вокал
- Лу Рид — акустическая гитара
- Дуг Юл — бас-гитара

## Клипы
"After Hours" на YouTube